# Lone Luther
Lone Luther (7. marts 1925 i København – 23. april 1989 på Frederiksberg) var en dansk skuespiller.
Luther var datter af skuespilleren Albert Luther. Hun fik sin debut på Frederiksberg Teater i 1941 som Karen i Hendes gamle nåde. Fra 1945-1949 var hun tilknyttet Odense Teater.
Hun var gift med skuespilleren Ole Monty.

## Filmografi
- Guds mærkelige veje (1944)
- I gabestokken (1950)
- Lynfotografen (1950)
- Kispus (1956)
- Halløj i himmelsengen (1965)
- Krybskytterne på Næsbygaard (1966)
- Martha (1967)
- Lille mand, pas på! (1968)
- Sådan er de alle (1968)